# Ievgueni Kharitónov
Ievgueni Vladímirovitx Kharitónov —Евге́ний Влади́мирович Харито́нов (rus)— (Novossibirsk, 11 de juliol de 1941 - Moscou, 29 de juliol de 1981) va ser un poeta i dramaturg rus. Kharitónov és reconegut sobretot com un fundador de la literatura gai de Rússia i podria dir-se que és l'escriptor rus gai més important des de Mikhaïl Kuzmín. La seva obra és inseparable de la seva sexualitat, la seva prohibició legal i cultural i la seva dimensió psicològic. Com a escriptor subterrani i homosexual, va ser doblement vulnerable a la repressió estatal i es trobava de vegades amb el KGB. El 1979 el van interrogar com a sospitós en l'homicidi d'un amic gai. Mentre ascendia el seu estel literari, va augmentar la vigilància i assetjament i aquest fet potser va contribuir al seu infart mortal. Després de la seva mort, el KGB va registrar i acordonar el seu apartament. Els seus amics, per conservar les seves obres, van entrar a l'apartament i van robar tots els manuscrits que van poder, encara que el KGB després va recuperar-ne la major part.
Kharitónov es va graduar pel Departament d'Actuació de l'Institut Gueràssimov de Cinematografia. Després d'una breu carrera com a actor, va tornar a la universitat per estudiar cinema com a estudiant graduat. Va defensar la seva tesi sobre la pantomima. Va escriure i va dirigir una obra, Otxarovanni ostrov, per al Teatre de Mímica i Gest de Moscou. Va dirigir el taller de mims del Club Obrer de Moskvoretxie i va fer la coreografia del grup de rockPosledni xans'. Va morir d'infart al Carrer Puixkin de Moscou, l'endemà d'acabar la seva última obra, Pod domaixnim arestom, que no seria publicada fins a 1988, set anys després de la seva mort. Va ser enterrat a Novossibirsk i pòstumament se li va concedir el premi Andrei Beli.

## Obra
Entre les poques obres que va publicar obertament durant la seva vida van ser diverses traduccions de poesia coetània germanòfona, fins i tot la de l'austríaca Ingeborg Bachmann. La bona part de la seva obra va circular en les revistes samizdats com Txassi, Obvodni kanal, 37, i Mitin jurnal.
L'obra de Kharitónov és a la confluència de diversos corrents de l'escriptura russa del segle xx. Emfatitza la llunyania entre autor i tema líric prefigura Víktor Ieroféiev i Vladímir Sorokin; amb Pàvel Ulitin (i amb Proust i Joyce) comparteix un enfocament criptogràfic i indirecte a la codificació d'emoció en esdeveniments. Va tenir un sentit especialment agut de les propietats expressives del text mecanogràfic. La seva preocupació amb tipografia i la seva consegüent desconfiança en els mecanògrafs dels samizdats pot explicar el fet que va mecanografiar tot els seus manuscrits ell mateix. Altres interpreten que les seves descripcions franques de la vida gai van ofendre tant als mecanògrafs que es van negar a copiar els seus manuscrits.